# 多輻蛙頭杜父魚
多輻蛙頭杜父魚，為輻鰭魚綱鮋形目杜父魚亞目貝湖魚科的其中一種，為溫帶淡水魚，分布於俄羅斯貝加爾湖水域，棲息深度50-800公尺，體長可達20.6公分，棲息在岩石底質底層水域，生活習性不明。

## 扩展阅读
維基物種上的相關：多輻蛙頭杜父魚